# Обикновена азола
Azolla filiculoides е вид водна папрат от семейство Лейкови (Salviniaceae).

## Разпространение
Видът е разпространен в субтропичните и тропични области на Северна и Южна Америка, Азия и Австралия.

## Описание
Тя плава по повърхността на водата и може да се разпространи много бързо, покривайки напълно водния басейн само за няколко месеца. Всяко отделно растение е с размери 1 – 2 cm.